# Afrim
Afrim är ett mansnamn av albanskan afrim ’närmande’ eller ’sällsynt vän.’
203 män har Afrim som tilltalsnamn och 120 personer har Afrim som efternamn i Sverige (enligt en sökning år 2018).